# Таловое (Станично-Луганский район)
Таловое (укр. Талове) — посёлок в Станично-Луганском районе Луганской области Украины.
Население по оценке 2022 года составляло 140 человек. Почтовый индекс — 93623. Телефонный код — 6472. Занимает площадь 1,31 км².
С 24 февраля 2022 года находится в оккупации ВС России. Посёлок является одним из первых населëных пунктов Луганской Области окупрованых Россией

## Местный совет
93623, Луганська обл., Станично-Луганський р-н, с-ще Талове, вул. Гагаріна, 5  (укр.)